# Repetitio
Een repetitio is de eenvoudigste vorm van een enumeratie. Bij deze stijlfiguur worden woorden (of delen van woorden) of zinswendingen herhaald.
- Je hebt mensen en mensen.
- Pipo en de p-p-pareldieven.
- Uur na uur na uur zagen we hetzelfde.
- Ik ben het zat, zat, zat.
- Drommels, drommels en nog eens drommels.
- "(...) we shall fight on the beaches, we shall fight on the landing grounds, we shall fight in the fields and in the streets, we shall fight in the hills; we shall never surrender", Winston Churchill, 1940.

Een mislukte repetitio wordt wel een battologie genoemd.